# Kondenzační bod
Kondenzační bod množiny S v topologickém prostoru je v obecné topologii (odvětví matematiky) jakýkoli bod p takový, že každé okolí bodu p obsahuje nespočetně mnoho bodů množiny S. „Kondenzační bod“ je tedy synonymem pojmu „{\displaystyle \aleph _{1}}-limitní bod“.

## Příklady
- Pokud S = (0,1) je otevřený jednotkový interval na množině reálných čísel, pak 0 je kondenzačním bodem množiny S.
- Pokud S je nespočetná podmnožina prostoru X s indiskrétní topologií, pak jakýkoli bod p množiny X je kondenzačním bodem množiny X, protože jediným otevřeným okolím libovolného bodu p je celý prostor X.